# Freek van de Graaff
Freek van de Graaff   (Oegstgeest, 20 de febrer de 1944 - la Haia, 24 de juny de 2009) fou un remer neerlandès que va competir durant la dècada de 1960.
El 1964 va prendre part en els Jocs Olímpics d'Estiu de Tòquio, on guanyà la medalla de bronze en la prova del quatre amb timoner del programa de rem. Formà equip amb Jan van de Graaff, Lex Mullink, Bobbie van de Graaff i Marius Klumperbeek.